# Россия на зимней Универсиаде 2019
Россия принимала участие в зимней Универсиаде 2019 года, которая проходила в Красноярске с 2 по 12 марта, в качестве страны-организатора. 22 февраля 2019 года утверждён состав сборной, в которую вошли 296 участников. Это самая многочисленная делегация России в истории зимних Универсиад. Российские спортсмены соревновались во всех — 11 видах спорта.

## Медали
| Золото  |                                        |                                                               |         |
| №       | Спортсмены                             | Вид спорта (дисциплина)                                       | Дата    |
| 1       | Алиса Жамбалова                        | Лыжные гонки (5 км, классическим стилем, женщины)             | 3 марта |
| 2       | Иван Якимушкин                         | Лыжные гонки (10 км, классическим стилем, мужчины)            | 3 марта |
| 3       | Кристина Пауль                         | Сноуборд (сноуборд-кросс, женщины)                            | 3 марта |
| 4       | Максим Буров                           | Фристайл (акробатика, мужчины)                                | 3 марта |
| 5       | Алиса Жамбалова                        | Лыжные гонки (гонка преследования, свободным стилем, женщины) | 4 марта |
| 6       | Иван Якимушкин                         | Лыжные гонки (гонка преследования, свободным стилем, мужчины) | 4 марта |
| 7       | Наталья Гербулова                      | Биатлон (индивидуальная гонка, женщины)                       | 4 марта |
| 8       | Никита Поршнев                         | Биатлон (индивидуальная гонка, мужчины)                       | 4 марта |
| 9       | Владислав Киселёв                      | Спортивное ориентирование (спринт, мужчины)                   | 4 марта |
| 10      | Сергей Горланов                        | Спортивное ориентирование (преследование, мужчины)            | 5 марта |
| 11      | Марина Вяткина                         | Спортивное ориентирование (преследование, женщины)            | 5 марта |
| 12      | Екатерина Мошкова                      | Биатлон (спринт, женщины)                                     | 6 марта |
| Серебро |                                        |                                                               |         |
| №       | Спортсмены                             | Вид спорта (дисциплина)                                       | Дата    |
| 1       | Екатерина Смирнова                     | Лыжные гонки (5 км, классическим стилем, женщины)             | 3 марта |
| 2       | Антон Тимашов                          | Лыжные гонки (10 км, классическим стилем, мужчины)            | 3 марта |
| 3       | Александра Паршина                     | Сноуборд (сноуборд-кросс, женщины)                            | 3 марта |
| 4       | Даниил Дильман                         | Сноуборд (сноуборд-кросс, мужчины)                            | 3 марта |
| 5       | Любовь Никитина                        | Фристайл (акробатика, женщины)                                | 3 марта |
| 6       | Екатерина Смирнова                     | Лыжные гонки (гонка преследования, свободным стилем, женщины) | 4 марта |
| 7       | Антон Тимашов                          | Лыжные гонки (гонка преследования, свободным стилем, мужчины) | 4 марта |
| 8       | Екатерина Мошкова                      | Биатлон (индивидуальная гонка, женщины)                       | 4 марта |
| 9       | Эдуард Латыпов                         | Биатлон (индивидуальная гонка, мужчины)                       | 4 марта |
| 10      | Марина Вяткина                         | Спортивное ориентирование (спринт, женщины)                   | 4 марта |
| 11      | Кристина Спиридонова Станислав Никитин | Фристайл (командная акробатика, смешанные пары)               | 4 марта |
| 12      | Антон Енджиевский                      | Горнолыжный спорт (комбинация, мужчины)                       | 5 марта |
| 13      | Милена Быкова                          | Сноуборд (параллельный гигантский слалом, женщины)            | 5 марта |
| 14      | Владислав Киселёв                      | Спортивное ориентирование (преследование, мужчины)            | 5 марта |
| 15      | Екатерина Ефременкова                  | Шорт-трек (500 метров, женщины)                               | 5 марта |
| 16      | Ирина Казакевич                        | Биатлон (спринт, женщины)                                     | 6 марта |
| Бронза  |                                        |                                                               |         |
| №       | Спортсмены                             | Вид спорта (дисциплина)                                       | Дата    |
| 1       | Яна Кирпиченко                         | Лыжные гонки (5 км, классическим стилем, женщины)             | 3 марта |
| 2       | Иван Кириллов                          | Лыжные гонки (10 км, классическим стилем, мужчины)            | 3 марта |
| 3       | Руслан Катманов                        | Фристайл (акробатика, мужчины)                                | 3 марта |
| 4       | Яна Кирпиченко                         | Лыжные гонки (гонка преследования, свободным стилем, женщины) | 4 марта |
| 5       | Иван Кириллов                          | Лыжные гонки (гонка преследования, свободным стилем, мужчины) | 4 марта |
| 6       | Елена Чиркова                          | Биатлон (индивидуальная гонка, женщины)                       | 4 марта |
| 7       | Екатерина Ефременкова                  | Шорт-трек (1500 метров, женщины)                              | 4 марта |
| 8       | Сергей Горланов                        | Спортивное ориентирование (спринт, мужчины)                   | 4 марта |
| 9       | Любовь Никитина Максим Буров           | Фристайл (командная акробатика, смешанные пары)               | 4 марта |
| 10      | Никита Алёхин                          | Горнолыжный спорт (комбинация, мужчины)                       | 5 марта |
| 11      | Дмитрий Сарсембаев                     | Сноуборд (параллельный гигантский слалом, мужчины)            | 5 марта |
| 12      | Наталья Соболева                       | Сноуборд (параллельный гигантский слалом, женщины)            | 5 марта |
| 13      | Константин Ивлиев                      | Шорт-трек (500 метров, мужчины)                               | 5 марта |
| 14      | Тамара Воронина                        | Биатлон (спринт, женщины)                                     | 6 марта |

## Состав сборной
Состав студенческой сборной России состоял из 296 спортсменов, которые принимали участие. В состав сборной вошли двукратный чемпион мира по сноуборду Дмитрий Логинов, чемпион мира по фристайлу Максим Буров, призёры чемпионатов мира Софья Просвирнова (шорт-трек), Наталья Соболева (сноуборд), Сергей Горланов (спортивное ориентирование), Любовь Никитина (фристайл), Максим Ковтун (фигурное катание) и другие.
 Биатлон
1. Александр Дедюхин
2. Дмитрий Иванов
3. Евгений Крюков
4. Эдуард Латыпов
5. Никита Поршнев
6. Алексей Петров
7. Василий Томшин
8. Алексей Чулёв
9. Валерия Васнецова
10. Тамара Воронина
11. Наталья Гербулова
12. Ирина Казакевич
13. Елизавета Каплина
14. Екатерина Мошкова
15. Эмма Тимербулатова
16. Елена Чиркова

 Горнолыжный спорт
1. Никита Алёхин
2. Александр Бойсов
3. Денис Воробьев
4. Антон Енджиевский
5. Семён Ефимов
6. Павел Заплетин
7. Алексей Коньков
8. Иван Кузнецов
9. Глеб Мосесов
10. Алескей Овчинников
11. Даниил Симонов
12. Дмитрий Тарасов
13. Валентина Голенкова
14. Анастасия Горностаева
15. Александра Карачун
16. Софья Крохина
17. Кристина Крюкова
18. Екатерина Перфилова
19. Юлия Плешкова
20. Ольга Погребицкая
21. Екатерина Ткаченко
22. Елизавета Тимченко
23. Анастасия Шубина
24. Милена Фокина

 Кёрлинг
1. Александр Быстров
2. Денис Исламов
3. Николай Чередниченко
4. Вадим Шведов
5. Даниил Горячев
6. Ульяна Васильева
7. Анна Веневцева
8. Анастасия Даньшина
9. Мария Комарова
10. Екатерина Кузьмина

 Лыжные гонки
1. Егор Казаринов
2. Иван Кириллов
3. Кирилл Киливнюк
4. Антон Тимашов
5. Илья Порошкин
6. Андрей Сабакарев
7. Александр Терентьев
8. Иван Якимушкин
9. Татьяна Алешина
10. Диана Головань
11. Алиса Жамбалова
12. Яна Кирпиченко
13. Кристина Кускова
14. Христина Мацокина
15. Полина Некрасова
16. Екатерина Смирнова

 Сноуборд
1. Никита Автанеев
2. Андрей Анисимов
3. Данила Баранов
4. Илья Басков
5. Даниил Дильман
6. Дмитрий Карлагачев
7. Валерий Колегов
8. Кирилл Кузнецов
9. Дмитрий Логинов
10. Василий Локтев-Загорский
11. Алексей Маглов
12. Антон Мамаев
13. Михаил Матвеев
14. Максим Рогозин
15. Дмитрий Сарсембаев
16. Александр Смелов
17. Максим Суйков
18. Дмитрий Таймулин
19. Владислав Хадарин
20. Владислав Шкурихин
21. Софья Батова
22. Елизавета Богданова
23. Милена Быкова
24. Мария Валова
25. Мария Васильцова
26. Александра Власенко
27. Яна Доновская
28. Екатерина Косова
29. Елена Костенко
30. Юлия Лаптева
31. Анастасия Логинова
32. Александра Паршина
33. Кристина Пауль
34. Юлия Пройдина
35. Елизавета Салихова
36. Полина Смоленцова
37. Наталья Соболева
38. Александра Ширшова

 Спортивное ориентирование
1. Сергей Горланов
2. Александр Злобин
3. Владислав Киселёв
4. Сергей Мизонов
5. Александр Павленко
6. Герман Сазыкин
7. Никита Тимофеев
8. Сергей Шалин
9. Марина Вяткина
10. Вероника Калинина
11. Дарья Кузьминых
12. Елизавета Моисеенко
13. Мария Петрушко
14. Александра Русакова
15. Екатерина Степанова
16. Дарья Шупикова

 Фигурное катание
1. Егор Базин
2. Андрей Блинов
3. Дмитрий Бушланов
4. Максим Думчев
5. Кирилл Ерошин
6. Даниил Ивкин
7. Станислав Карчевский
8. Максим Ковтун
9. Александр Коровин
10. Андрей Лазукин
11. Сергей Мозгов
12. Александр Самарин
13. Григорий Смирнов
14. Дмитрий Сопот
15. Мадина Асророва
16. Татьяна Белозерцева
17. Дарья Бусыгина
18. Ксения Верушкина
19. Венера Диярова
20. Софья Евдокимова
21. Алиса Ефимова
22. Диляра Зарипова
23. Юлия Зобнина
24. Эльвира Кабирова
25. Алёна Карзова
26. Дарья Кияшева
27. Ярослава Комлева
28. Станислава Константинова
29. Екатерина Кочеткова
30. Александра Кошевая
31. Кристина Лямаева
32. Анна Максимова
33. Татьяна Мирохина
34. Луиза Муртазина
35. Армине Оганисян
36. Диана Павлова
37. Валерия Палухина
38. Александра Патокина
39. Арина Пашина
40. Анастасия Полуянова
41. Бетина Попова
42. Аделина Садыкова
43. Мария Сарматина
44. Полина Семагина
45. Дарья Семенихина
46. Мария Сотскова
47. Софья Фойзуллина
48. Рената Хузина
49. Елизавета Цаплева
50. Адиля Шарафиева
51. Анастасия Шпилевая

 Фристайл
1. Максим Буров
2. Максим Вихров
3. Михаил Долматов
4. Руслан Катманов
5. Артем Костенко
6. Ярослав Кузнецов
7. Антон Латышев
8. Алексей Лыжин
9. Дмитрий Макаров
10. Андрей Махнёв
11. Дмитрий Мулендеев
12. Артем Набиулин
13. Сергей Нехоношин
14. Станислав Никитин
15. Никита Новицкий
16. Игорь Омелин
17. Вячеслав Цветков
18. Дмитрий Чуприна
19. Анна Антонова
20. Елизавета Безгодова
21. Александра Герасимова
22. Антонина Дяткина
23. Виктория Завадовская
24. Светлана Иванова
25. Екатерина Мальцева
26. Любовь Никитина
27. Анна Отрощенко
28. Лана Прусакова
29. Елизавета Сафонова
30. Анастасия Сибиченкова
31. Кристина Спиридонова
32. Анастасия Таталина
33. Ангелина Чеботарёва
34. Яна Шакирова
35. Екатерина Шаферова

 Хоккей с мячом
1. Юрий Бондаренко
2. Владислав Веселов
3. Сергей Ган
4. Егор Дарковский
5. Егор Дашков
6. Юрий Иванчиков
7. Артем Катаев
8. Николай Коньков
9. Владислав Кузнецов
10. Данил Кузьмин
11. Александр Легошин
12. Денис Петров
13. Богдан Павенский
14. Михаил Сергеев
15. Виталий Усов
16. Семён Чупин
17. Ольга Богданова
18. Анастасия Денисова
19. Марина Корзухина
20. Татьяна Кузнецова
21. Ксения Кунц
22. Татьяна Курносова
23. Карина Липанова
24. Анна Леонович
25. Кристина Машинская
26. Елизавета Морохотова
27. Ксения Пан
28. Ангелина Родина
29. Екатерина Спасенко
30. Анастасия Старкова
31. Виктория Токтубаева
32. Анастасия Шелестова

 Хоккей
1. Никита Богданов
2. Евгений Воронков
3. Максим Джиошвили
4. Никита Камалов
5. Данила Квартальнов
6. Евгений Киселёв
7. Дмитрий Колготин
8. Иван Крылов
9. Вадим Кудако
10. Иван Ларичев
11. Максим Мальцев
12. Павел Сергеевич
13. Владислав Мисников
14. Егор Морозов
15. Денис Орлович-Грудков
16. Игорь Руденков
17. Никита Серебряков
18. Александр Сорокин
19. Михаил Тихонов
20. Андрей Чуркин
21. Александр Шаров
22. Вячеслав Шевченко
23. Богдан Якимов
24. Мария Баталова
25. Оксана Братищева
26. Надежда Вольф
27. Елена Дергачёва
28. Екатерина Добродеева
29. Евгения Дюпина
30. Лиана Ганеева
31. Фануза Кадирова
32. Диана Канаева
33. Виктория Кулишова
34. Валерия Меркушева
35. Надежда Морозова
36. Екатерина Николаева
37. Валерия Павлова
38. Нина Пирогова
39. Елена Проворова
40. Алёна Старовойтова
41. Валерия Тараканова
42. Анна Тимофеева
43. Анастасия Чистякова
44. Анна Шибанова
45. Анна Шохина
46. Алевтина Штарева

 Шорт-трек
1. Артём Денисов
2. Артем Деркач
3. Данил Ейбог
4. Даниил Засосов
5. Константин Ивлиев
6. Сергей Милованов
7. Екатерина Ефременкова
8. Евгения Захарова
9. Эмина Малагич
10. Анастасия Мигунова
11. Софья Просвирнова
12. Дарья Розмахова

## Результаты соревнований

### Биатлон
Мужчины
| Соревнование         | Спортсмены | Стрельба | Время | Отставание | Место |
| -------------------- | ---------- | -------- | ----- | ---------- | ----- |
| спринт               |            |          |       |            |       |
|                      |            |          |       |            |       |
|                      |            |          |       |            |       |
|                      |            |          |       |            |       |
|                      |            |          |       |            |       |
| гонка преследования  |            |          |       |            |       |
|                      |            |          |       |            |       |
|                      |            |          |       |            |       |
|                      |            |          |       |            |       |
|                      |            |          |       |            |       |
| индивидуальная гонка |            |          |       |            |       |
|                      |            |          |       |            |       |
|                      |            |          |       |            |       |
|                      |            |          |       |            |       |
|                      |            |          |       |            |       |
| масс-старт           |            |          |       |            |       |
|                      |            |          |       |            |       |
|                      |            |          |       |            |       |
|                      |            |          |       |            |       |
|                      |            |          |       |            |       |

- Эдуард Латыпов — Башкирский государственный педагогический университет
- Никита Поршнев — Ставропольский государственный университет
- Дмитрий Иванов — Сургутский государственный университет

Женщины
| Соревнование         | Спортсмены | Стрельба | Время | Отставание | Место |
| -------------------- | ---------- | -------- | ----- | ---------- | ----- |
| спринт               |            |          |       |            |       |
|                      |            |          |       |            |       |
|                      |            |          |       |            |       |
|                      |            |          |       |            |       |
|                      |            |          |       |            |       |
| гонка преследования  |            |          |       |            |       |
|                      |            |          |       |            |       |
|                      |            |          |       |            |       |
|                      |            |          |       |            |       |
|                      |            |          |       |            |       |
| индивидуальная гонка |            |          |       |            |       |
|                      |            |          |       |            |       |
|                      |            |          |       |            |       |
|                      |            |          |       |            |       |
|                      |            |          |       |            |       |
| масс-старт           |            |          |       |            |       |
|                      |            |          |       |            |       |
|                      |            |          |       |            |       |
|                      |            |          |       |            |       |
|                      |            |          |       |            |       |

- Наталья Гербулова- СФУ
- Екатерина Мошкова- СФУ
- Елена Чиркова- СФУ
- Ирина Казакевич -Тюменский государственный университет
- Татьяна Воронина — Чайковский ГИФК

Смешанная эстафета
| Соревнование       | Спортсмены | Стрельба | Время | Отставание | Место |
| ------------------ | ---------- | -------- | ----- | ---------- | ----- |
| смешанная эстафета |            |          |       |            |       |

### Коньковые виды спорта

#### Фигурное катание
| Соревнование              | Спортсмены | Короткая программа | Короткая программа | Произвольная программа | Произвольная программа | Всего        | Всего |
| Соревнование              | Спортсмены | Сумма баллов       | Место              | Сумма баллов           | Место                  | Сумма баллов | Место |
| ------------------------- | ---------- | ------------------ | ------------------ | ---------------------- | ---------------------- | ------------ | ----- |
| мужское одиночное катание |            |                    |                    |                        |                        |              |       |
|                           |            |                    |                    |                        |                        |              |       |
|                           |            |                    |                    |                        |                        |              |       |
| женское одиночное катание |            |                    |                    |                        |                        |              |       |
|                           |            |                    |                    |                        |                        |              |       |
| парное катание            |            |                    |                    |                        |                        |              |       |
|                           |            |                    |                    |                        |                        |              |       |
|                           |            |                    |                    |                        |                        |              |       |
| танцы на льду             |            |                    |                    |                        |                        |              |       |
|                           |            |                    |                    |                        |                        |              |       |
|                           |            |                    |                    |                        |                        |              |       |

Синхронное катание
| Соревнование       | Спортсмены | Короткая программа | Короткая программа | Произвольная программа | Произвольная программа | Всего        | Всего |
| Соревнование       | Спортсмены | Сумма баллов       | Место              | Сумма баллов           | Место                  | Сумма баллов | Место |
| ------------------ | ---------- | ------------------ | ------------------ | ---------------------- | ---------------------- | ------------ | ----- |
| синхронное катание |            |                    |                    |                        |                        |              |       |

- Алиса Ефимова — Спбгу Лесгафта
- Александр Коровин — Спбгу имени Лесгафта
- Дмитрий Сопот — СпбГУ имени Лесгафта
- Анастасия Полуянова — СпбГУ имени Лесгафта
- Дмитрий Бушланов — Спбгу Лесгафта
- Александра Кошевая — Спбгу Лесгафта
- Бетина Попова — ГИТИС
- Сергей Мамаев — МПГУ

#### Шорт-трек
Мужчины
| Соревнование | Спортсмены | Отборочный раунд | Отборочный раунд | Отборочный раунд | Четвертьфинал | Четвертьфинал | Четвертьфинал | Полуфинал | Полуфинал | Полуфинал | Финал     | Финал | Итоговое место |
| Соревнование | Спортсмены | Забег            | Результат        | Место            | Забег         | Результат     | Место         | Забег     | Результат | Место     | Результат | Место | Итоговое место |
| ------------ | ---------- | ---------------- | ---------------- | ---------------- | ------------- | ------------- | ------------- | --------- | --------- | --------- | --------- | ----- | -------------- |
| 500 метров   |            |                  |                  |                  |               |               |               |           |           |           |           |       |                |
|              |            |                  |                  |                  |               |               |               |           |           |           |           |       |                |
|              |            |                  |                  |                  |               |               |               |           |           |           |           |       |                |
|              |            |                  |                  |                  |               |               |               |           |           |           |           |       |                |
| 1000 метров  |            |                  |                  |                  |               |               |               |           |           |           |           |       |                |
|              |            |                  |                  |                  |               |               |               |           |           |           |           |       |                |
|              |            |                  |                  |                  |               |               |               |           |           |           |           |       |                |
|              |            |                  |                  |                  |               |               |               |           |           |           |           |       |                |
| 1500 метров  |            |                  |                  |                  |               |               |               |           |           |           |           |       |                |
|              |            |                  |                  |                  |               |               |               |           |           |           |           |       |                |
|              |            |                  |                  |                  |               |               |               |           |           |           |           |       |                |
|              |            |                  |                  |                  |               |               |               |           |           |           |           |       |                |
| эстафета     |            | не проводится    | не проводится    | не проводится    | не проводится | не проводится | не проводится |           |           |           |           |       |                |

- Ивлиев Константин Алексеевич — Смоленская гос академия Физкультуры
- Даниил Ейбог Смоленская ГАФК
- Сергей Милованов - СпбГУ имени Лесгафта

Женщины
| Соревнование | Спортсмены | Отборочный раунд | Отборочный раунд | Отборочный раунд | Четвертьфинал | Четвертьфинал | Четвертьфинал | Полуфинал | Полуфинал | Полуфинал | Финал     | Финал | Итоговое место |
| Соревнование | Спортсмены | Забег            | Результат        | Место            | Забег         | Результат     | Место         | Забег     | Результат | Место     | Результат | Место | Итоговое место |
| ------------ | ---------- | ---------------- | ---------------- | ---------------- | ------------- | ------------- | ------------- | --------- | --------- | --------- | --------- | ----- | -------------- |
| 500 метров   |            |                  |                  |                  |               |               |               |           |           |           |           |       |                |
|              |            |                  |                  |                  |               |               |               |           |           |           |           |       |                |
|              |            |                  |                  |                  |               |               |               |           |           |           |           |       |                |
|              |            |                  |                  |                  |               |               |               |           |           |           |           |       |                |
| 1000 метров  |            |                  |                  |                  |               |               |               |           |           |           |           |       |                |
|              |            |                  |                  |                  |               |               |               |           |           |           |           |       |                |
|              |            |                  |                  |                  |               |               |               |           |           |           |           |       |                |
|              |            |                  |                  |                  |               |               |               |           |           |           |           |       |                |
| 1500 метров  |            |                  |                  |                  |               |               |               |           |           |           |           |       |                |
|              |            |                  |                  |                  |               |               |               |           |           |           |           |       |                |
|              |            |                  |                  |                  |               |               |               |           |           |           |           |       |                |
|              |            |                  |                  |                  |               |               |               |           |           |           |           |       |                |
| эстафета     |            | не проводится    | не проводится    | не проводится    | не проводится | не проводится | не проводится |           |           |           |           |       |                |

- Екатерина Ефременкова (СибГУФК)
- Малагич Эмина (РГУФК)
- Софья Просвирнова ( СпбГУ им Лесгафта)
- Евгения Захарова - Уральский федеральный университет

### Лыжные виды спорта

#### Горнолыжный спорт
Мужчины
| Соревнование      | Спортсмены     | Скоростной спуск/ 1 спуск | Скоростной спуск/ 1 спуск | Слалом/ 2 спуск | Слалом/ 2 спуск | Всего   | Место | Отставание |
| Соревнование      | Спортсмены     | Время                     | Место                     | Время           | Место           | Всего   | Место | Отставание |
| ----------------- | -------------- | ------------------------- | ------------------------- | --------------- | --------------- | ------- | ----- | ---------- |
| супергигант       | Иван Кузнецов  | Не проводится             | Не проводится             | Не проводится   | Не проводится   | 58,03   | 10    | +0,99      |
| супергигант       | Никита Алёхин  | Не проводится             | Не проводится             | Не проводится   | Не проводится   | 59,13   | 21    | +2,09      |
| супергигант       | Павел Заплетин | Не проводится             | Не проводится             | Не проводится   | Не проводится   | 59,24   | 25    | +2,20      |
| супергигант       | Денис Воробьев | Не проводится             | Не проводится             | Не проводится   | Не проводится   | 59,86   | 36    | +2,82      |
| супергигант       | Даниил Симонов | Не проводится             | Не проводится             | Не проводится   | Не проводится   | 1:00,20 | 45    | +3,16      |
| супергигант       | Даниил Симонов | Не проводится             | Не проводится             | Не проводится   | Не проводится   | DSQ     | DSQ   | DSQ        |
| комбинация        |                |                           |                           |                 |                 |         |       |            |
|                   |                |                           |                           |                 |                 |         |       |            |
|                   |                |                           |                           |                 |                 |         |       |            |
|                   |                |                           |                           |                 |                 |         |       |            |
| слалом            |                |                           |                           |                 |                 |         |       |            |
|                   |                |                           |                           |                 |                 |         |       |            |
|                   |                |                           |                           |                 |                 |         |       |            |
|                   |                |                           |                           |                 |                 |         |       |            |
| гигантский слалом |                |                           |                           |                 |                 |         |       |            |
|                   |                |                           |                           |                 |                 |         |       |            |
|                   |                |                           |                           |                 |                 |         |       |            |
|                   |                |                           |                           |                 |                 |         |       |            |

- Антон Енджиевский -СФУ
- Никита Алёхин — Институт имени Лесгафта
- Карлагачев Дмитрий - Омский ГУФК
- Кузнецов Иван - РГУКФСМИТ
- Мамаев Антон - Урал ГУФК

Женщины
| Соревнование      | Спортсмены                                   | Скоростной спуск/ 1 спуск | Скоростной спуск/ 1 спуск | Слалом/ 2 спуск | Слалом/ 2 спуск | Всего   | Место | Отставание |
| Соревнование      | Спортсмены                                   | Время                     | Место                     | Время           | Место           | Всего   | Место | Отставание |
| ----------------- | -------------------------------------------- | ------------------------- | ------------------------- | --------------- | --------------- | ------- | ----- | ---------- |
| супергигант       | Елизавета Тимченко                           | Не проводится             | Не проводится             | Не проводится   | Не проводится   | 1:00,41 | 6     | +1,97      |
| супергигант       | Ольга Погребицкая                            | Не проводится             | Не проводится             | Не проводится   | Не проводится   | 1:00,70 | 9     | +2,26      |
| супергигант       | Екатерина Перфилова                          | Не проводится             | Не проводится             | Не проводится   | Не проводится   | 1:00,72 | 10    | +2,28      |
| супергигант       | Валентина Голенкова                          | Не проводится             | Не проводится             | Не проводится   | Не проводится   | 1:00,73 | 11    | +2,29      |
| супергигант       | Екатерина Ткаченко (Мариборский университет) | Не проводится             | Не проводится             | Не проводится   | Не проводится   | 1:01,27 | 19    | +2,83      |
| супергигант       | Софья Крохина                                | Не проводится             | Не проводится             | Не проводится   | Не проводится   | 1:01,88 | 26    | +3,44      |
| комбинация        |                                              |                           |                           |                 |                 |         |       |            |
|                   |                                              |                           |                           |                 |                 |         |       |            |
|                   |                                              |                           |                           |                 |                 |         |       |            |
|                   |                                              |                           |                           |                 |                 |         |       |            |
| слалом            |                                              |                           |                           |                 |                 |         |       |            |
|                   |                                              |                           |                           |                 |                 |         |       |            |
|                   |                                              |                           |                           |                 |                 |         |       |            |
|                   |                                              |                           |                           |                 |                 |         |       |            |
| гигантский слалом |                                              |                           |                           |                 |                 |         |       |            |
|                   |                                              |                           |                           |                 |                 |         |       |            |
|                   |                                              |                           |                           |                 |                 |         |       |            |
|                   |                                              |                           |                           |                 |                 |         |       |            |

Командные соревнования
| Соревнование        | Спортсмены | 1/8 финала           | 1/4 финала           | Полуфинал            | Финал                | Место |
| Соревнование        | Спортсмены | Соперник / Результат | Соперник / Результат | Соперник / Результат | Соперник / Результат | Место |
| ------------------- | ---------- | -------------------- | -------------------- | -------------------- | -------------------- | ----- |
| параллельный слалом |            |                      |                      |                      |                      |       |

- Плешкова Юдия - ДВАГФК

#### Лыжные гонки
Мужчины
 Дистанционные гонки
| Соревнование                 | Спортсмены | Результат | Отставание | Место |
| ---------------------------- | ---------- | --------- | ---------- | ----- |
| 10 км классическим стилем    |            |           |            |       |
|                              |            |           |            |       |
|                              |            |           |            |       |
|                              |            |           |            |       |
| гонка преследования на 10 км |            |           |            |       |
|                              |            |           |            |       |
|                              |            |           |            |       |
|                              |            |           |            |       |
| 30 км                        |            |           |            |       |
|                              |            |           |            |       |
|                              |            |           |            |       |
|                              |            |           |            |       |
| эстафета 4×7,5 км            |            |           |            |       |

 Спринт
| Соревнование | Спортсмены | Квалификация | Квалификация | Четвертьфинал | Четвертьфинал | Четвертьфинал | Полуфинал | Полуфинал | Полуфинал | Финал     | Финал | Итоговое место |
| Соревнование | Спортсмены | Результат    | Место        | Заезд         | Результат     | Место         | Заезд     | Результат | Место     | Результат | Место | Итоговое место |
| ------------ | ---------- | ------------ | ------------ | ------------- | ------------- | ------------- | --------- | --------- | --------- | --------- | ----- | -------------- |
| спринт       |            |              |              |               |               |               |           |           |           |           |       |                |
|              |            |              |              |               |               |               |           |           |           |           |       |                |
|              |            |              |              |               |               |               |           |           |           |           |       |                |
|              |            |              |              |               |               |               |           |           |           |           |       |                |

- Терентьев Александр - Смоленская ГАФК
- Собакарев Андрей -Горноалтайский госуниверситет

Женщины
 Дистанционные гонки
| Соревнование                | Спортсмены         | Результат | Отставание | Место |
| --------------------------- | ------------------ | --------- | ---------- | ----- |
| 5 км классическим стилем    | Алиса Жамбалова    | 14:48,6   | +0,00      | 1     |
| 5 км классическим стилем    | Екатерина Смирнова | 14:52,3   | +3,7       | 2     |
| 5 км классическим стилем    | Яна Кирпиченко     | 14:52,4   | +3,8       | 3     |
| 5 км классическим стилем    | Полина Некрасова   | 15:12,4   | +23,8      | 6     |
| 5 км классическим стилем    | Татьяна Алешина    | 15:14,3   | +25,7      | 7     |
| 5 км классическим стилем    | Кристина Кускова   | 15:37,0   | +48,4      | 10    |
| гонка преследования на 5 км |                    |           |            |       |
|                             |                    |           |            |       |
|                             |                    |           |            |       |
|                             |                    |           |            |       |
| 15 км                       |                    |           |            |       |
|                             |                    |           |            |       |
|                             |                    |           |            |       |
|                             |                    |           |            |       |
| эстафета 3×5 км             |                    |           |            |       |

 Спринт
| Соревнование | Спортсмены | Квалификация | Квалификация | Четвертьфинал | Четвертьфинал | Четвертьфинал | Полуфинал | Полуфинал | Полуфинал | Финал     | Финал | Итоговое место |
| Соревнование | Спортсмены | Результат    | Место        | Заезд         | Результат     | Место         | Заезд     | Результат | Место     | Результат | Место | Итоговое место |
| ------------ | ---------- | ------------ | ------------ | ------------- | ------------- | ------------- | --------- | --------- | --------- | --------- | ----- | -------------- |
| спринт       |            |              |              |               |               |               |           |           |           |           |       |                |
|              |            |              |              |               |               |               |           |           |           |           |       |                |
|              |            |              |              |               |               |               |           |           |           |           |       |                |
|              |            |              |              |               |               |               |           |           |           |           |       |                |

- Кристина Матсокина - Поволжская академия физической культуры
- Полина Некрасова - Университет имени Лесгафта
- Татьяна Алёшина -Тюменский государственный университет
- Диана Головань -Хакасский государственный университет
- Яна Кирпиченко - АлтГПУ

Смешанные соревнования
| Соревнование     | Спортсмены | Полуфинал | Полуфинал | Полуфинал | Финал     | Финал | Итоговое место |
| Соревнование     | Спортсмены | Заезд     | Результат | Место     | Результат | Место | Итоговое место |
| ---------------- | ---------- | --------- | --------- | --------- | --------- | ----- | -------------- |
| командный спринт |            |           |           |           |           |       |                |

#### Сноуборд
Мужчины
- Никита Автанаев -РГУФКСМИТ

 Фристайл
| Соревнование | Спортсмены | Квалификация | Квалификация | Квалификация | Квалификация | Финал   | Финал   | Финал   | Финал | Итоговое место |
| Соревнование | Спортсмены | Заезд        | 1 спуск      | 2 спуск      | Место        | 1 спуск | 2 спуск | 3 спуск | Место | Итоговое место |
| ------------ | ---------- | ------------ | ------------ | ------------ | ------------ | ------- | ------- | ------- | ----- | -------------- |
| хафпайп      |            |              |              |              |              |         |         |         |       |                |
|              |            |              |              |              |              |         |         |         |       |                |
|              |            |              |              |              |              |         |         |         |       |                |
|              |            |              |              |              |              |         |         |         |       |                |
| слоупстайл   |            |              |              |              |              |         |         |         |       |                |
|              |            |              |              |              |              |         |         |         |       |                |
|              |            |              |              |              |              |         |         |         |       |                |
|              |            |              |              |              |              |         |         |         |       |                |

 Сноуборд-кросс
| Соревнование   | Спортсмены | Квалификация | Квалификация | Квалификация | 1/8 финала | 1/8 финала | Четвертьфинал | Четвертьфинал | Полуфинал | Полуфинал | Финал | Итоговое место |
| Соревнование   | Спортсмены | 1 спуск      | 2 спуск      | Место        | Заезд      | Место      | Заезд         | Место         | Заезд     | Место     | Место | Итоговое место |
| -------------- | ---------- | ------------ | ------------ | ------------ | ---------- | ---------- | ------------- | ------------- | --------- | --------- | ----- | -------------- |
| сноуборд-кросс |            |              |              |              |            |            |               |               |           |           |       |                |
|                |            |              |              |              |            |            |               |               |           |           |       |                |
|                |            |              |              |              |            |            |               |               |           |           |       |                |
|                |            |              |              |              |            |            |               |               |           |           |       |                |

 Слалом
| Соревнование                   | Спортсмены | Квалификация | Квалификация | Квалификация | Квалификация | 1/8 финала         | Четвертьфинал      | Полуфинал          | Финал              | Место |
| Соревнование                   | Спортсмены | Синий курс   | Красный курс | Всего        | Место        | Соперник Результат | Соперник Результат | Соперник Результат | Соперник Результат | Место |
| ------------------------------ | ---------- | ------------ | ------------ | ------------ | ------------ | ------------------ | ------------------ | ------------------ | ------------------ | ----- |
| параллельный слалом            |            |              |              |              |              |                    |                    |                    |                    |       |
|                                |            |              |              |              |              |                    |                    |                    |                    |       |
|                                |            |              |              |              |              |                    |                    |                    |                    |       |
|                                |            |              |              |              |              |                    |                    |                    |                    |       |
| параллельный гигантский слалом |            |              |              |              |              |                    |                    |                    |                    |       |
|                                |            |              |              |              |              |                    |                    |                    |                    |       |
|                                |            |              |              |              |              |                    |                    |                    |                    |       |
|                                |            |              |              |              |              |                    |                    |                    |                    |       |

Дмитрий Сарсембаев — СибГУФК
Женщины
 Фристайл
| Соревнование | Спортсмены | Квалификация | Квалификация | Квалификация | Квалификация | Финал   | Финал   | Финал   | Финал | Итоговое место |
| Соревнование | Спортсмены | Заезд        | 1 спуск      | 2 спуск      | Место        | 1 спуск | 2 спуск | 3 спуск | Место | Итоговое место |
| ------------ | ---------- | ------------ | ------------ | ------------ | ------------ | ------- | ------- | ------- | ----- | -------------- |
| хафпайп      |            |              |              |              |              |         |         |         |       |                |
|              |            |              |              |              |              |         |         |         |       |                |
|              |            |              |              |              |              |         |         |         |       |                |
|              |            |              |              |              |              |         |         |         |       |                |
| слоупстайл   |            |              |              |              |              |         |         |         |       |                |
|              |            |              |              |              |              |         |         |         |       |                |
|              |            |              |              |              |              |         |         |         |       |                |
|              |            |              |              |              |              |         |         |         |       |                |

 Сноуборд-кросс
| Соревнование   | Спортсмены | Квалификация | Квалификация | Квалификация | 1/8 финала | 1/8 финала | Четвертьфинал | Четвертьфинал | Полуфинал | Полуфинал | Финал | Итоговое место |
| Соревнование   | Спортсмены | 1 спуск      | 2 спуск      | Место        | Заезд      | Место      | Заезд         | Место         | Заезд     | Место     | Место | Итоговое место |
| -------------- | ---------- | ------------ | ------------ | ------------ | ---------- | ---------- | ------------- | ------------- | --------- | --------- | ----- | -------------- |
| сноуборд-кросс |            |              |              |              |            |            |               |               |           |           |       |                |
|                |            |              |              |              |            |            |               |               |           |           |       |                |
|                |            |              |              |              |            |            |               |               |           |           |       |                |
|                |            |              |              |              |            |            |               |               |           |           |       |                |

 Слалом
| Соревнование                   | Спортсмены | Квалификация | Квалификация | Квалификация | Квалификация | 1/8 финала         | Четвертьфинал      | Полуфинал          | Финал              | Место |
| Соревнование                   | Спортсмены | Синий курс   | Красный курс | Всего        | Место        | Соперник Результат | Соперник Результат | Соперник Результат | Соперник Результат | Место |
| ------------------------------ | ---------- | ------------ | ------------ | ------------ | ------------ | ------------------ | ------------------ | ------------------ | ------------------ | ----- |
| параллельный слалом            |            |              |              |              |              |                    |                    |                    |                    |       |
|                                |            |              |              |              |              |                    |                    |                    |                    |       |
|                                |            |              |              |              |              |                    |                    |                    |                    |       |
|                                |            |              |              |              |              |                    |                    |                    |                    |       |
| параллельный гигантский слалом |            |              |              |              |              |                    |                    |                    |                    |       |
|                                |            |              |              |              |              |                    |                    |                    |                    |       |
|                                |            |              |              |              |              |                    |                    |                    |                    |       |
|                                |            |              |              |              |              |                    |                    |                    |                    |       |

- Милена Быкова — Поволжская академия физической культуры
- Наталья Соболева- СибГУФК

#### Фристайл
Мужчины
- Максим Буров (Московская государственная академия физической культуры)
- Руслан Катманов (Башкирский институт физической культуры)
- Станислав Никитин — Ярославский государственный педагогический институт
- Лана Прусакова -Чувашский университет
- Анастасия Таталина РГУКФСМИТ

 Могул и акробатика
| Соревнование       | Спортсмены | Квалификация 1 | Квалификация 1 | Квалификация 2 | Квалификация 2 | Квалификация 2 | Финал 1 | Финал 1 | Финал 2 | Финал 2 | Финал 3 | Финал 3 | Итоговое место |
| Соревнование       | Спортсмены | Очки           | Место          | Очки           | Лучший         | Место          | Очки    | Место   | Очки    | Место   | Очки    | Место   | Итоговое место |
| ------------------ | ---------- | -------------- | -------------- | -------------- | -------------- | -------------- | ------- | ------- | ------- | ------- | ------- | ------- | -------------- |
| акробатика         |            |                |                |                |                |                |         |         |         |         |         |         |                |
|                    |            |                |                |                |                |                |         |         |         |         |         |         |                |
|                    |            |                |                |                |                |                |         |         |         |         |         |         |                |
|                    |            |                |                |                |                |                |         |         |         |         |         |         |                |
| могул              |            |                |                |                |                |                |         |         |         |         |         |         |                |
|                    |            |                |                |                |                |                |         |         |         |         |         |         |                |
|                    |            |                |                |                |                |                |         |         |         |         |         |         |                |
|                    |            |                |                |                |                |                |         |         |         |         |         |         |                |
| параллельный могул |            |                |                |                |                |                |         |         |         |         |         |         |                |
|                    |            |                |                |                |                |                |         |         |         |         |         |         |                |
|                    |            |                |                |                |                |                |         |         |         |         |         |         |                |
|                    |            |                |                |                |                |                |         |         |         |         |         |         |                |

 Парк и пайп
| Соревнование | Спортсмены | Квалификация | Квалификация | Квалификация | Финал   | Финал   | Финал   | Финал | Итоговое место |
| Соревнование | Спортсмены | 1 заезд      | 2 заезд      | Место        | 1 заезд | 2 заезд | 3 заезд | Место | Итоговое место |
| ------------ | ---------- | ------------ | ------------ | ------------ | ------- | ------- | ------- | ----- | -------------- |
| слоупстайл   |            |              |              |              |         |         |         |       |                |
|              |            |              |              |              |         |         |         |       |                |
|              |            |              |              |              |         |         |         |       |                |
|              |            |              |              |              |         |         |         |       |                |

 Ски-кросс
| Соревнование | Спортсмены | Квалификация | Квалификация | 1/8 финала | 1/8 финала | Четвертьфинал | Четвертьфинал | Полуфинал | Полуфинал | Финал | Итоговое место |
| Соревнование | Спортсмены | Результат    | Место        | Заезд      | Место      | Заезд         | Место         | Заезд     | Место     | Место | Итоговое место |
| ------------ | ---------- | ------------ | ------------ | ---------- | ---------- | ------------- | ------------- | --------- | --------- | ----- | -------------- |
| ски-кросс    |            |              |              |            |            |               |               |           |           |       |                |
|              |            |              |              |            |            |               |               |           |           |       |                |
|              |            |              |              |            |            |               |               |           |           |       |                |
|              |            |              |              |            |            |               |               |           |           |       |                |

Женщины
- Любовь Никитина — Поволжская государственная академия физической культуры
- Кристина Спиридонова — Тольяттинский государственный университет

 Могул и акробатика
| Соревнование       | Спортсмены | Квалификация 1 | Квалификация 1 | Квалификация 2 | Квалификация 2 | Квалификация 2 | Финал 1 | Финал 1 | Финал 2 | Финал 2 | Финал 3 | Финал 3 | Итоговое место |
| Соревнование       | Спортсмены | Очки           | Место          | Очки           | Лучший         | Место          | Очки    | Место   | Очки    | Место   | Очки    | Место   | Итоговое место |
| ------------------ | ---------- | -------------- | -------------- | -------------- | -------------- | -------------- | ------- | ------- | ------- | ------- | ------- | ------- | -------------- |
| акробатика         |            |                |                |                |                |                |         |         |         |         |         |         |                |
|                    |            |                |                |                |                |                |         |         |         |         |         |         |                |
|                    |            |                |                |                |                |                |         |         |         |         |         |         |                |
|                    |            |                |                |                |                |                |         |         |         |         |         |         |                |
| могул              |            |                |                |                |                |                |         |         |         |         |         |         |                |
|                    |            |                |                |                |                |                |         |         |         |         |         |         |                |
|                    |            |                |                |                |                |                |         |         |         |         |         |         |                |
|                    |            |                |                |                |                |                |         |         |         |         |         |         |                |
| параллельный могул |            |                |                |                |                |                |         |         |         |         |         |         |                |
|                    |            |                |                |                |                |                |         |         |         |         |         |         |                |
|                    |            |                |                |                |                |                |         |         |         |         |         |         |                |
|                    |            |                |                |                |                |                |         |         |         |         |         |         |                |

 Парк и пайп
| Соревнование | Спортсмены | Квалификация | Квалификация | Квалификация | Финал   | Финал   | Финал   | Финал | Итоговое место |
| Соревнование | Спортсмены | 1 заезд      | 2 заезд      | Место        | 1 заезд | 2 заезд | 3 заезд | Место | Итоговое место |
| ------------ | ---------- | ------------ | ------------ | ------------ | ------- | ------- | ------- | ----- | -------------- |
| слоупстайл   |            |              |              |              |         |         |         |       |                |
|              |            |              |              |              |         |         |         |       |                |
|              |            |              |              |              |         |         |         |       |                |
|              |            |              |              |              |         |         |         |       |                |

 Ски-кросс
| Соревнование | Спортсмены | Квалификация | Квалификация | 1/8 финала | 1/8 финала | Четвертьфинал | Четвертьфинал | Полуфинал | Полуфинал | Финал | Итоговое место |
| Соревнование | Спортсмены | Результат    | Место        | Заезд      | Место      | Заезд         | Место         | Заезд     | Место     | Место | Итоговое место |
| ------------ | ---------- | ------------ | ------------ | ---------- | ---------- | ------------- | ------------- | --------- | --------- | ----- | -------------- |
| ски-кросс    |            |              |              |            |            |               |               |           |           |       |                |
|              |            |              |              |            |            |               |               |           |           |       |                |
|              |            |              |              |            |            |               |               |           |           |       |                |
|              |            |              |              |            |            |               |               |           |           |       |                |

Смешанные соревнования
| Соревнование         | Спортсмены | Квалификация 1 | Квалификация 1 | Квалификация 2 | Квалификация 2 | Квалификация 2 | Финал 1 | Финал 1 | Финал 2 | Финал 2 | Финал 3 | Финал 3 | Итоговое место |
| Соревнование         | Спортсмены | Очки           | Место          | Очки           | Лучший         | Место          | Очки    | Место   | Очки    | Место   | Очки    | Место   | Итоговое место |
| -------------------- | ---------- | -------------- | -------------- | -------------- | -------------- | -------------- | ------- | ------- | ------- | ------- | ------- | ------- | -------------- |
| командная акробатика |            |                |                |                |                |                |         |         |         |         |         |         |                |

### Спортивное ориентирование на лыжах
мужчины
- Владислав Киселёв (ЧГИФК)
- Сергей Горланов- Тихоокеанский государственный университет

женщины
- Марина Вяткина — СФУ